# Escurès
Escurès ist eine französische Gemeinde mit 143 Einwohnern (Stand 1. Januar 2022) im Département Pyrénées-Atlantiques in der Region Nouvelle-Aquitaine (vor 2016: Aquitanien). Die Gemeinde gehört zum Arrondissement Pau und zum Kanton Terres des Luys et Coteaux du Vic-Bilh (bis 2015: Kanton Lembeye).
Der Name in der gascognischen Sprache lautet Escuras. Die Einwohner werden Escurois und Escuroises genannt.

## Geographie
Escurès liegt circa 35 Kilometer nordöstlich von Pau in der Region Vic-Bilh in der historischen Provinz Béarn am nordöstlichen Rand des Départements.
Umgeben wird Escurès von den Nachbargemeinden:
|            | Castillon                                   |                |
| Lespielle  | Kompassrose, die auf Nachbargemeinden zeigt | Corbère-Abères |
| Simacourbe | Lembeye                                     |                |

Escurès liegt im Einzugsgebiet des Flusses Adour. Einer seiner Nebenflüsse, der Lées, markiert die südwestliche Grenze zum Nachbarort Simacourbe. Ein Zufluss des Larcis, der Lisau, entspringt im Gemeindegebiet.

## Geschichte
Escurès, auf dem gleichen Höhenzug über dem Tal des Lées wie Lembeye liegend, hat sich seit dem 12. Jahrhundert als castelnau entwickelt. Ein Castelnau (deutsch Neuburg, okzitanisch castèl nòu, im Vulgärlatein castellum novum) ist ein Dorf oder eine Stadt, die im Mittelalter in der Nähe einer Motte gegründet wurde. Doppelte Erdhügel im Süden des Dorfes zeigen vermutlich den Standort eines ehemaligen befestigten gallorömischen Lagers an. Obwohl die Volkszählung 1385 nur eine geringe Zahl von Bewohnern ergab, hatte die Gemeinde seit dem 12. Jahrhundert eine gewisse Bedeutung als Sitz des feudalen Gerichts, das über die Adeligen zu richten hatte. Im 13. Jahrhundert war die Gemeinde das Verwaltungszentrum der Region Vic-Bilh, bevor diese an Lembeye ging. In dieser Zeit wurde regelmäßig ein großer Markt angehalten, an dem insbesondere Salz gehandelt wurde.
Vor der Französischen Revolution war der heutige Ortsteil Castets eine unabhängige Gemeinde. In der Volkszählung von 1385 wurden in Escurès sieben, in Castets zwei Haushalte und die Zugehörigkeit von beiden Gemeinden zur Bailliage von Lembeye dokumentiert. Escurès war von der Komturei des Malteserordens von Caubin und Morlaàs abhängig. Der Lehnsherr von Castets war Vasall des Vicomtes von Béarn.
Toponyme und Erwähnungen von Escurès waren
- Mercatus Escuresii (12. Jahrhundert, laut Pierre de Marcas Buch Histoire de Béarn),
- Sanctus Justinus de Scures (12. Jahrhundert, Manuskriptsammlung von André Duchesne, Band 114),
- Escurees (13. Jahrhundert, fors de Béarn, Manuskript des 14. Jahrhunderts),
- Los Cassos d’Escures (Gerichtsversammlung unter den Eichen) (1343, Manuskript von 1343) und
- Saint-Orens d’Escurès (1775, Kataster von Escurès).[4]

Toponyme und Erwähnungen von Castets waren
- Castellum (12. Jahrhundert, laut Pierre de Marcas Buch Histoire de Béarn) und
- Casteg (1385, Volkszählung).

Auf der Karte von Cassini 1750 ist Escurès als Escures eingetragen. Escurès wurde während der Französischen Revolution 1793 weiterhin als Escures geführt, acht Jahre später während des Französischen Konsulats und seitdem in der heutigen Namensform verwaltet.

### Einwohnerentwicklung
Nach einem Höchststand der Einwohnerzahl in der Mitte des 19. Jahrhunderts mit 286 Einwohnern hat sich die Zahl bei kurzen Wachstumsphasen bis zu den 1960er und 1970er Jahren auf unter 100 Einwohnern reduziert, bevor wieder ein Wachstum auf ein Niveau von rund 150 Einwohnern einsetzte.
| Jahr      | 1962 | 1968 | 1975 | 1982 | 1990 | 1999 | 2006 | 2009 | 2022 |
| --------- | ---- | ---- | ---- | ---- | ---- | ---- | ---- | ---- | ---- |
| Einwohner | 112  | 83   | 83   | 101  | 142  | 138  | 155  | 160  | 143  |

## Sehenswürdigkeiten

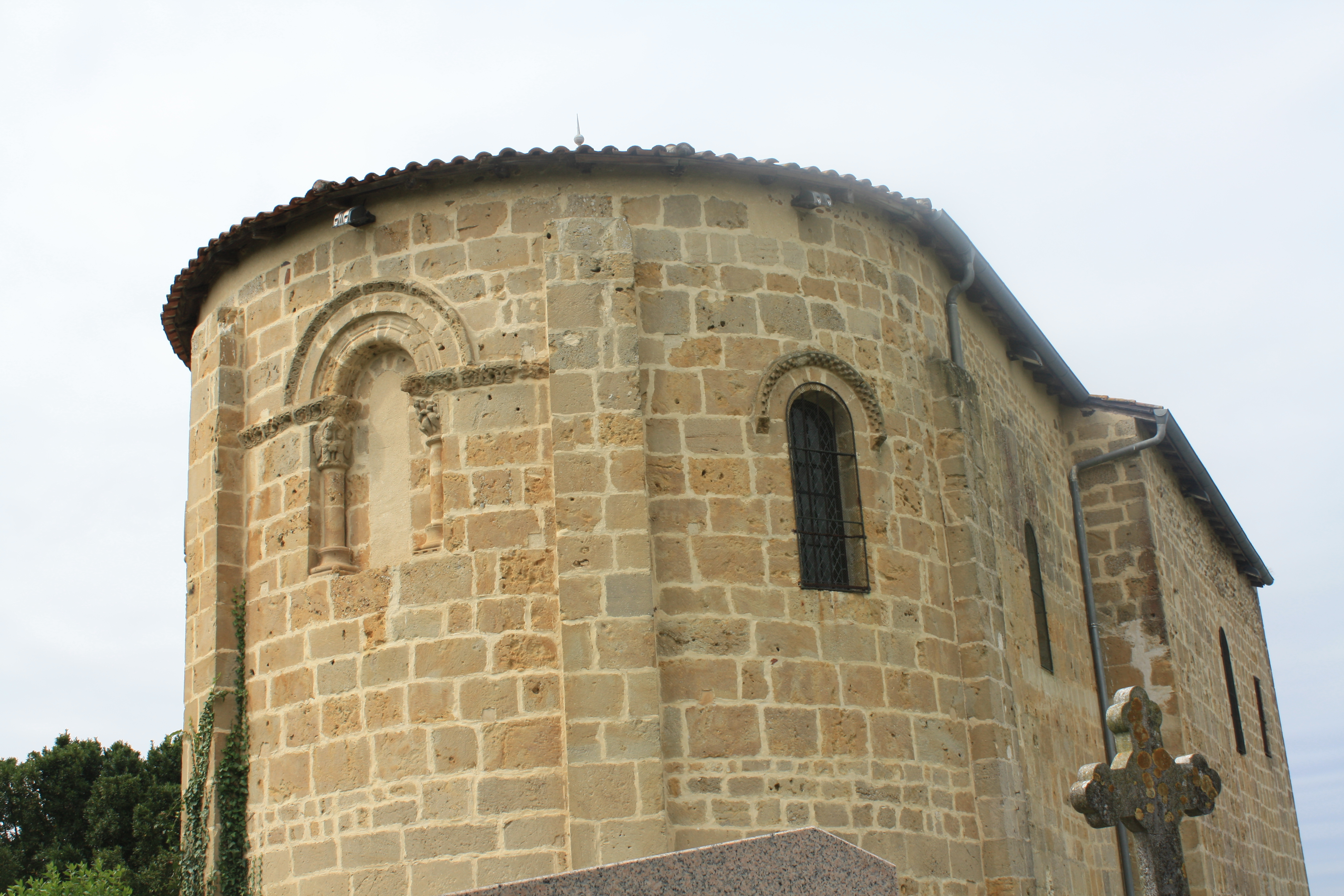
Apsis der Pfarrkirche Saint-Orens

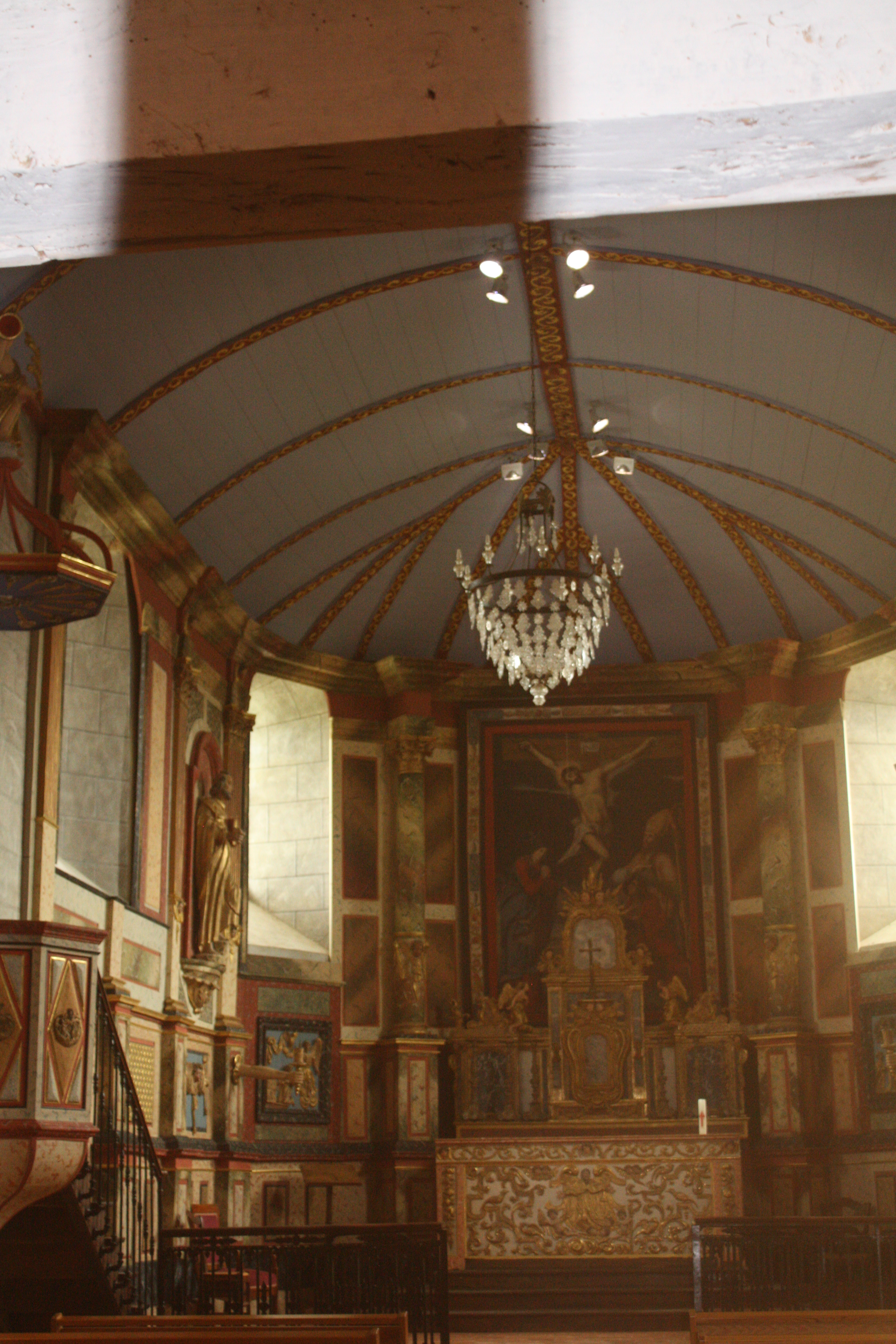
Altar der Pfarrkirche

- Pfarrkirche, gewidmet Orientius, Bischof von Augusta Ausciorum im 5. Jahrhundert. Das romanische Gebäude ist als Außenstelle der Komturei des Malteserordens im 12. Jahrhundert errichtet worden. Von diesem ersten einschiffigen Bau mit einer runden Apsis sind heute nur einige Überreste vorhanden, wie das Eingangsportal mit einem Christusmonogramm und zwei Kapitelle am zugemauerten Fenster in der Längsachse an der Apsis, eine seltene Verzierung in der Region. Anlässlich der Hugenottenkriege, der das ganze Béarn im 16. Jahrhundert überzog, wurde die Kirche befestigt, damit sie im Notfall Schutz für die Bewohner bieten konnte. Oberhalb des Haupteingangs wurde ein Wehrerker errichtet, die Fassade wurde von Hurden umgeben, nach außen vorkragende überdachte Wehrgänge, und mit einem System von Maschikulis, ausgesparte Wurf- oder Gussöffnungen, ausgestattet. Im 17. Jahrhundert wurde an der Südseite ein Pfarrhaus angebaut. Bei einem Umbau im 19. Jahrhundert wurde der Wehrerker abgerissen und der frühere Eingang zugemauert.[9] Der Hauptaltar der Kirche stammt vermutlich aus dem 12. Jahrhundert, aber die Gesamtheit mit den Kerzenleuchtern, dem Altaraufsatz, dem Tabernakel, der Täfelung und der Stufen ist ein Werk der Giraudy aus Lescar aus dem 18. Jahrhundert. Die Elemente sind reichhaltig mit Gold und Rocaille verziert. Das zentrale Gemälde aus dem 17. Jahrhundert zeigt eine Szene mit dem gekreuzigten Christus, zu seinen Seiten Maria Magdalena und der Schutzpatron der Kirche, der heilige Orientius.[10] Viele weitere Ausstattungsgegenstände der Kirche stammen aus dem 17. bis 19. Jahrhundert und sind als nationale Kulturgüter registriert.[11]

- Schloss von Castets. Jacques de Lom ließ ein Schloss im Jahre 1553 auf den Ruinen einer ehemaligen Abtei im heutigen Ortsteil Castets errichten. In den folgenden Jahrhunderten zerfiel das Gebäude und am Ende des 18. Jahrhunderts ließ die Familie von Agué aus Oloron das Schloss an derselben Stelle vollständig neu bauen. 1819 gelangte es in den Besitz der Familie Nays-Candau. Bemerkenswert sind ein Kamin aus dem 16. Jahrhundert und Täfelungen aus dem Ende des 18. Jahrhunderts.[12]

- Erdhügelburgen von Escurès. Auf einer Anhöhe befanden sich zwei Burgen auf ähnlichen Erdaufschüttungen mit einer Höhe von acht bis zehn Metern und auf einer Länge von acht bis zwölf Metern. Sie umschlossen einen Innenhof, in dem sich seit der zweiten Hälfte des 11. Jahrhunderts die Kirche Saint-Nicolas befand, die der Vicomte der Abtei von Saint-Pé-de-Bigorre schenkte. Sie war die Pfarrkirche bis zur Französischen Revolution, danach 1818 zerstört. Diverse Schenkungen an die Benediktinermönche der Abtei von Saint-Pé-de-Bigorre führten zur Gründung eines Konvents im 14. Jahrhundert auf dem Innenhof. Dieses wurde bereits 1538 zerstört und ist heute verschwunden. Spuren der Burgen in Form von Böschungen und Gräben sind hingegen noch sichtbar.[13][14][15]

## Wirtschaft und Infrastruktur

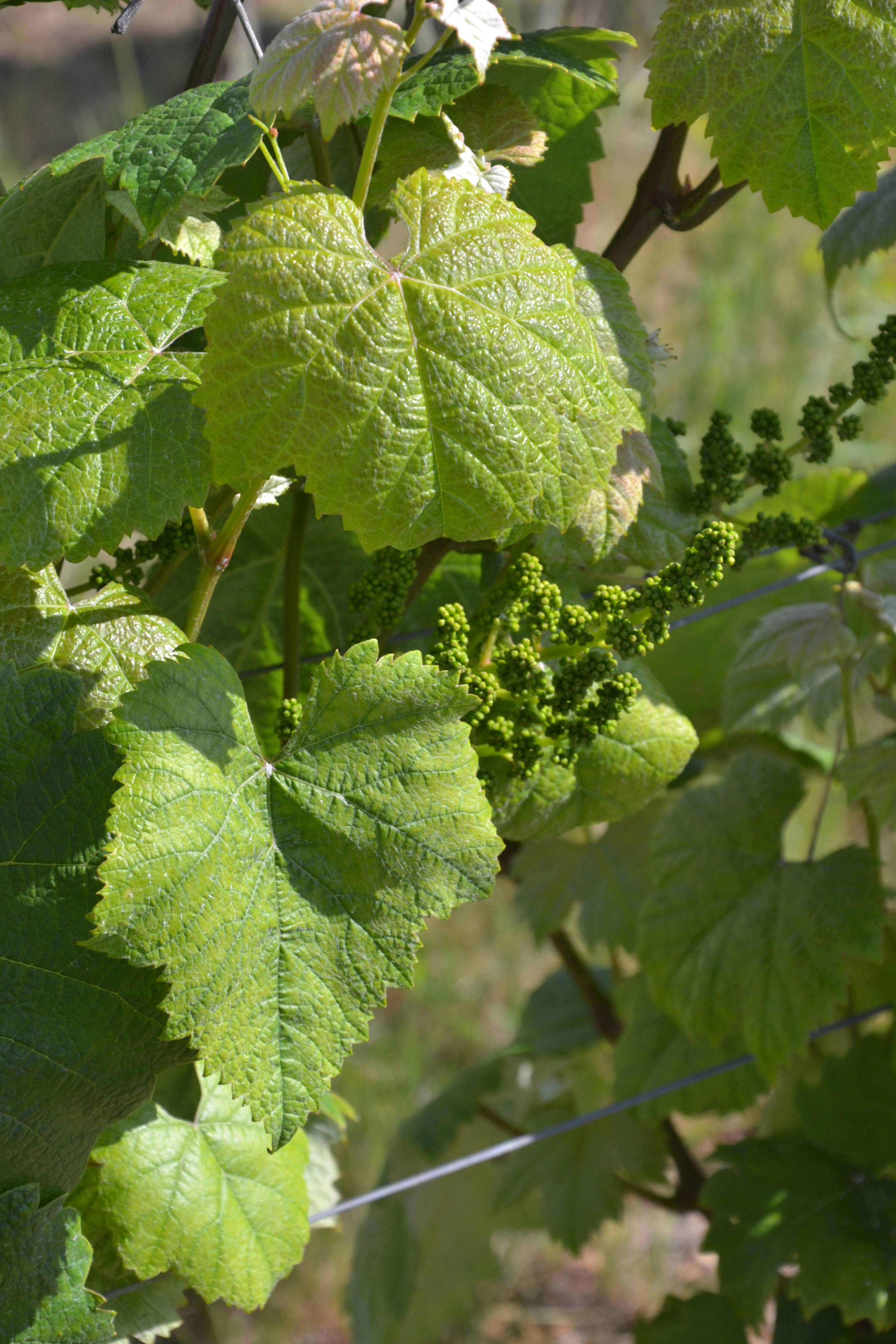
Weinrebe auf einem Weinberg der AOC Béarn

Escurès liegt in den Zonen AOC der Weinanbaugebiete des Béarn, Madiran und Pacherenc du Vic-Bilh.

### Verkehr
Escurès ist erreichbar über die Routes départementales 13, 139, 298 und 413.